# August Knabe
August Knabe   (Osterwieck, 22 de novembre de 1847 - Soest, 12 de desembre de 1940) fou un professor, compositor i director de cor de l'església protestant alemanya.

August Knabe va influir molt en el desenvolupament de la música de l'Església protestant a Westfàlia a principis del segle XX i la formació del músic de l'església com a professió. A més, va determinar en el seu temps la vida musical de la ciutat de Soest com a cap de direcció, director de música real i compositor. La breu biografia autoritzada per ell mateix en el seu llibre coral de 1938 esmenta les següents estacions:
| « | "22.11.1847 a Osterwieck (Harz). Va ser professor de 1868 a Halberstadt, 1874 Eleve de l'Institut Acadèmic de Música Sagrada a Berlín, professora de música del seminari de 1876-1914 a Soest. A més, alguns anys com a organista a St. Thomä i durant anys com a director d'orquestra del Soester Musikverein i el Märkisches Lehrergesangverein. Era 1896 Kgl. Director de música i 1932 D. theol. Viu a Soest." | » |

## El capellà
El "Soester Musikverein" va experimentar un gran apogeu sota l'adreça d'August Knabe. El focus del seu treball va ser el desenvolupament d'oratoris importants en la història de la música. Molts treballs - pel que en 1894 Passió segons Sant Mateu de Bach - Knabe va tenir la seva primera actuació. La seva selecció no només es refereix a un alt nivell artístic, sinó que també documenta una sorprenent varietat de programes. Entre 1884 i 1906, Knabe, va haver de renunciar a la seva activitat de mestre de capella a causa de la creixent sordesa, eren obres de G. F. Händel (El Messies, Judes Macabeu, Samson), Schumann (Paradís i el Peri), F. Mendelssohn (Elies, Paulus), Brahms (Rèquiem), Haydn (Les estacions), Mozart (Rèquiem), L. v. Beethoven (Missa Solemnis) per a un rendiment, i una gran càrrega de treball.

## El professor de música
1876 Knabe es va traslladar com a professors de música al seminari de Soest. Fins a la seva jubilació l'any 1916, que té, com s'indica en una nota necrològica, tots els estudiants de formació del professorat de Soest en el cant, orgue, piano, violí i la teoria va formar un total d'uns 1400 organistes. El més prominent dels seus estudiants va ser, sens dubte, Wilhelm Middelschulte (1863-1943), que va fer una gran carrera com a virtuós compositor i organista en els Estats Units. I també el músic de Dortmund Felix Schröder (1876-1966), el qual després de la Segona Guerra Mundial va fer una gran carrera com a músic d'església actuant a Getmold.

## Honors i mort

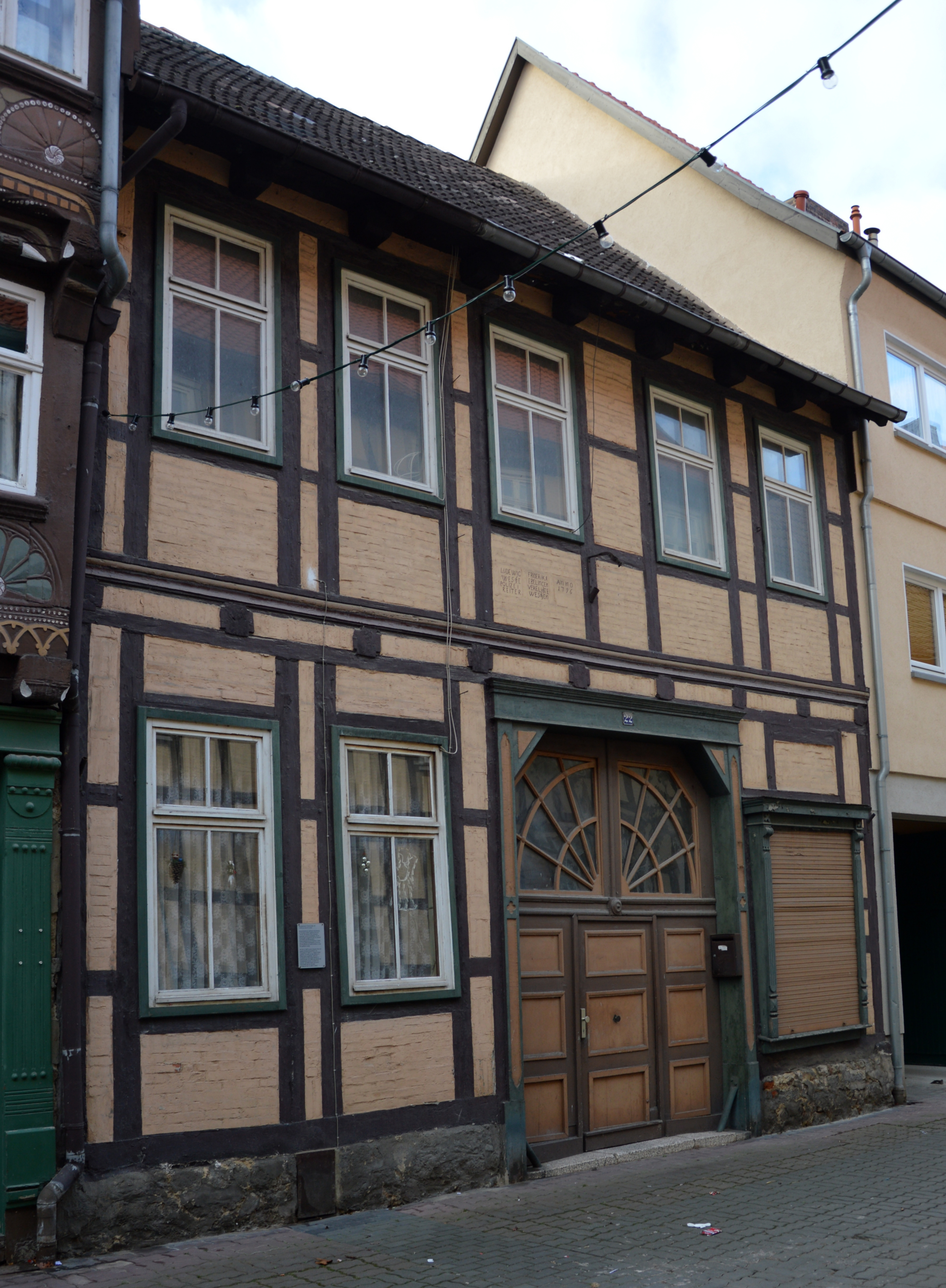
Mittelstraße 22 (Osterwieck)

L'"Ancià de Soest", com el van anomenar, va rebre molts honors. Com el primer a Westfàlia, va rebre el títol de "Director de Música Real" el 1896 i el 1927 va rebre la medalla de mèrit de l'església. En el seu 85è aniversari el 1932, la Universitat de Münster li va nomenar Doctor en teologia.
August Knabe, que havia estat casat amb Rosie Loose d'Halberstadt des de 1877 i tenia dos fills, va morir a l'edat de 93 el 12 de desembre de 1940, com a conseqüència d'una fractura femoral. Va ser enterrat al cementiri de St.Thomä. La seva tomba encara existeix avui, està coberta d'heura i molt ben conservada. El dret d'ús ha caducat.
A Soest un carrer porta el seu nom. A Osterwieck s'adjunta una placa commemorativa al seu lloc de naixement Mittelstraße 22.